# たけしくん、ハイ!
『たけしくん、ハイ!』は、太田出版から発行された北野武（1995年発行の新潮文庫版ではビートたけし名義）の短編エッセイ集。1984年5月1日初版発行。後にテレビドラマ化もされた。

## 概要
25編のエッセイおよびイラストで構成されている。幼少時代の出来事、主に家族についての話や友だちとの遊びの話などが綴られている。1985年の売上ランキングでは、出版ニュース社 ベスト・セラーズ 第17位、東京出版販売 ノンフィクションの部 第15位だった。

## テレビドラマ
NHK総合テレビジョンの「銀河テレビ小説」で1985年の7月から8月にかけてTVドラマ化され、さらに1986年の7月から8月にかけて同枠において続編である『続・たけしくんハイ!』が放送された。また、放送時間を短縮した再編集版による再放送も行われた。
なお、原作本のタイトルには「たけしくん」と「ハイ!」の間に読点が入るがドラマのタイトルには読点は入らない。

### たけしくんハイ!
エッセイ本の発売を受け、多くのテレビ局や制作会社がドラマ化を希望していたが、最終的にNHKの銀河テレビ小説にて制作することになった。
本ドラマ化の企画は河村正一ディレクターの起案によるもの。
人情味あふれる東京の下町を舞台にしたたけし少年と家族の日常がコメディタッチで描かれ、元気はいいがイタズラが過ぎるのが玉にキズのたけし少年を中心にドラマが展開する。
また、たけし役にたけしにそっくりの子役・小磯勝弥を起用したことでも注目された。
第1回の放送の冒頭には原作者のビートたけし本人が出演し、自己紹介を行った。
平均視聴率は約18%で、最終週は連日20数%だった。

#### キャスト[9]
- 西野竹次郎 - 林隆三
- 西野真利子 - 木の実ナナ
- 西野菊 - 千石規子
- 西野たけし - 小磯勝弥
- 西野栄一郎 - 趙方豪
- 西野秀二郎 - 松田洋治
- 松原源治 - 金田龍之介
- 松原定子 - 今井和子
- 吉岡和子 ‐ 戸川京子
- 古田寅之助 - 綾田俊樹
- 大山（「信濃屋」主人） - 北見治一
- おもちゃ屋 - 奥村公延
- 三上（薬局） - 牧伸二
- 古道具屋 - 田武謙三
- 駄菓子屋 ‐ 東郷晴子
- 山口（先生） - 石井めぐみ
- 松本正彦 - 後根宣将
- 中根敏夫 - 堀越太郎
- 伊藤久 - 伊藤環
- 宮森圭子 ‐ 岡崎由喜枝
- 山上大介 ‐ 仙田信也
- 健一 - 浅野雅博
- 孝三 - 田村淳一郎
- 吉村正敏 - 藤原暁彦
- 川上夫人 ‐ 関弘子
- 小川社長 ‐ 西村淳二
- 伊藤明代（久の母） ‐ 田岡美也子
- 松本桃子（正彦の母） ‐ 西川ひかる
- 宮森久美子（圭子の母） ‐ 岸久美子
- 山上松代（大介の母） - 三浦真弓
- 安夫 - 室山和廣
- 政吉 - 川上伸之
- 自転車泥棒 - 大泉滉

#### 制作スタッフ[9]
- チーフプロデューサー - 岡本由紀子
- チーフディレクター - 田中昭男、松井恒男、高野喜世志
- 演出 - 佐藤幹夫、吉村芳之、大森青児、河村正一、大津山潮、松平保久、小林千洋、榎戸崇泰
- 音楽 - 渡辺俊幸[7]

#### 再編集版による再放送
- 1986年2-3月、『ファミリードラマ』枠にて放送。各回30分、全6話[4]。
- 2000年7-8月、教育テレビ『ドラマ愛の詩』枠にて放送。各回30分、全6話。本放送時代にはまだ実施されていなかった字幕放送が新たに付けられた[4]。
- 2020年12月29日～2021年1月3日、年末年始企画として高解像の4Kリストア版が制作、NHK BS4Kおよび総合テレビにて1日3話分の再放送が行われた。「銀河テレビ小説」のオープニングタイトルがそのまま流され、字幕放送に加え解説放送が新たに付けられた。

#### 制作
ロケ撮影は、過去にも銀河テレビ小説で使用されたことがある千葉県佐原市（現・香取市）で行われた。撮影前、ドラマの舞台である昭和29年の東京都足立区に見合うロケ地を探すため、スタッフが足立区を始め荒川沿いをずっと捜し回ったがなかなか適切な場所が見つからなかった。そんな折、佐原市が市をあげて古いものの保存に力を入れているという情報を得て下見に行ったところ、未舗装の路地や木造家屋などがいたる所にあり、さらに木造校舎の小学校まで現存していたため、佐原市に決定した。場所の提供だけではなくエキストラ出演者の手配にいたるまで佐原市観光課から全面的な協力を得て撮影は行われた。
作品中、子供たちの遊びとしてメンコやベーゴマなどが登場するが、これらの遊びに必要な道具がなかなか揃わなかったため、玩具研究家でもある中田幸平に協力を仰き、遊び方や道具についてのアドバイスを受けた。また、演出の佐藤幹夫ディレクターがビートたけしと同年齢だったため、出演の子供たちを差し置いて夢中になるくらい熱心に遊び方の指導を行った。
西野家の家の中のシーンでは出演者全員が狭い家で動き回るが、その動きを活き活きと撮れるように、どの角度からでもカメラが入れるように家のほとんどの壁が取り外し自由の構造になっていた。だが壁の取り外しや取り付けには時間がかかるため、収録が深夜の1時や2時になることも度々あった。
脚本を担当した布勢は、脚本を依頼された当初はエッセイ本のドラマ化ということで難色を示したが、原作本を家に持ち帰って読むと夢中になり、それから数日間はずっと家族中で本の内容が話題になっていた。本の中のたけし少年がいとしくてたまらなくなった布勢はNHKに是非にと返答をした。
少年時代の布勢はたけし少年とは逆で、友達と遊ぶことが下手でいつも一人で本を読み、空想の世界へ逃げ込む事ばかりして、けんかもいだずらもできない少年だったが、心の中ではそういう腕白坊主たちを大いにうやましく思っていた。ドラマのたけし少年はビートたけしが描いたたけしに加えて、布勢が少年時代に憧れていた腕白坊主のイメージが加わって形成されている。
脚本のテーマは、勉強のできる兄を持ったためにコンプレックスをバネにして自分を主張するたけしと、字が読めず世に受け入れられないことから酒で自分を発散させている父親という、はみ出し者同士の心の通い合いがテーマとなっている。
西野真利子役については、漫才ブームを経て出てきたビートたけしの子供の頃の自伝をドラマでやるのに、それにふさわしい新しい母親像が普通だとつまらないと考えたプロデューサーが、適役は木の実しかいないと思いオファーをした。
木の実は最初に話が来た時は、母親役が未経験だったことや当時まだ30代だったこともあり抵抗があったが、脚本を少し読んだところ、そこに描かれているたけし像と下町で育った当時の自分の気持ちとが妙に一致し、引き受けることにした。役名の真利子は脚本の布勢がとっつきやすいようにと木の実の本名の鞠子と同じ読みの名前を付けた。
木の実と小磯はプライベートでも親子のように仲が良く、家が遠方の小磯は撮影の後半からはほとんど木の実の家に泊まっていた。撮影が早めに終わってから2人でディズニーランドに行ったこともあった。小磯の母親も木の実に対して「私は生みの親、あなたは育ての親」と、小磯の面倒を見てくれる木の実と仲が良かった。

#### 作品の評価
- 第23回ギャラクシー賞 奨励賞 - 木の実ナナ[13]

| NHK総合テレビジョン 銀河テレビ小説    | NHK総合テレビジョン 銀河テレビ小説                  | NHK総合テレビジョン 銀河テレビ小説                        |
| 前番組                                | 番組名                                              | 次番組                                                    |
| ------------------------------------- | --------------------------------------------------- | --------------------------------------------------------- |
| 父からの贈りもの                      | たけしくん、ハイ!                                   | 夏季特集 朗読ドラマ 男どき女どき                          |
| NHK教育テレビジョン ドラマ愛の詩      |                                                     |                                                           |
| 六番目の小夜子 (2000.4.8 - 2000.6.24) | たけしくん、ハイ!（再編集版） (2000.7.1 - 2000.8.5) | 続・たけしくん、ハイ!（再編集版） (2000.8.26 - 2000.9.30) |

### 続・たけしくんハイ!
前作のヒットを受け、急遽出演者や脚本家のスケジュール調整が行われ、前作から1年後に続編が制作されることになった。
西野たけしの学年設定はたけし役の小磯の成長を考え、前作から1学年上げて6年生という設定となった。
たけしの1つ年上の少女・弘子役には、当時国民的美少女として知られた後藤久美子が出演した。
ロケ撮影は前作と同様、千葉県佐原市にて行われた。
前作に引き続き高い視聴率を記録し、最終回の視聴率は26.4%だった。

#### キャスト[15]
- 西野竹次郎 - 林隆三
- 西野真利子 - 木の実ナナ
- 西野菊 - 千石規子
- 西野たけし - 小磯勝弥
- 西野栄一郎 - 趙方豪
- 西野秀二郎 - 松田洋治
- 松原源治 - 金田龍之介
- 松原定子 - 今井和子
- 大山 - 北見治一
- 三上 - 牧伸二
- 安夫 - 室山和廣
- 政吉 - 川上伸之
- 山口先生 - 石井めぐみ
- 山上松代（大介の母） - 三浦真弓
- 山上大介 - 仙田信也
- 久 - 伊藤環
- 健一 - 松下彰、浅野雅博
- 孝三 - 田村淳一郎
- 敏夫 - 長谷川直仁、堀越太郎
- 正敏 - 藤原暁彦
- よし江 - 高橋美聡
- 幸子 - 松本和佳子
- 伊藤弘子 - 後藤久美子
- 孝三の母 - 中沢敦子
- 宮川 - 石沢徹
- 立川 - 田所完一

#### 制作スタッフ[15]
- チーフプロデューサー - 和田智允
- チーフディレクター - 田中昭男、松井恒男、宮沢俊樹、高野喜世志
- 演出 - 原嶋邦明、榎戸崇泰
- 音楽 - 渡辺俊幸[16]

#### 再編集版による再放送
- 1992年3月、春のドラマセレクションとして放送。前編・後編、各回70分[4]。
- 2000年8-9月、ドラマ愛の詩枠にて放送。各回30分、全6話[4]。

#### 制作
続編の制作にあたり、制作スタッフと布勢がビートたけしに取材を行い、初恋体験のエピソードなど、本作の設定となる小学校6年生当時の思い出を色々と聞き出した。これらのエピソードを元に布勢が続編の脚本を執筆した。
前作撮影時とは違い、小磯が有名になってしまったため、佐原市でのロケ撮影では小磯が小学生にサインや写真をせがまれることが度々あり、小学校でのシーンの撮影が終わった小磯がロケバス目指して広い校庭を一目散に逃げ、それを子供たちが必死に追うという光景がしばしば見られた。
西野家の貧乏の程度や、父親の竹次郎の飲んだくれぶりは多少誇張して描かれており、前作の放映を見たビートたけしの母も、「うちの亭主はあれ程飲んだくれではなかったし、家だって、あれ程貧乏ではなかった」と語っていた。
ロケ撮影では時代設定にそぐわないコンクリートの電柱や派手な広告の看板などがどうしても映ってしまう場合があり、そんな場合に備えて美術スタッフは常にロケ七つ道具を携帯していて、コンクリートの電柱には茶色に塗った円筒形の軽い素材を被せて木製の電柱に見せかけたり、看板や車には雨戸やよしずを被せて隠したりした。
布勢はシナリオ本のあとがきにおいて、「ぼく自身が忘れる事が出来ないという程に印象に残る作品はそうあるものではない。だが、正、続二篇の『たけしくん、ハイ！』は、間違いなく、ぼくにとって忘れ難い作品になるだろう」としている。
| NHK総合テレビジョン 銀河テレビ小説                  | NHK総合テレビジョン 銀河テレビ小説                        | NHK総合テレビジョン 銀河テレビ小説      |
| 前番組                                              | 番組名                                                    | 次番組                                  |
| --------------------------------------------------- | --------------------------------------------------------- | --------------------------------------- |
| 主夫物語                                            | 続・たけしくん、ハイ!                                     | 妻、愛は迷路                            |
| NHK教育テレビジョン ドラマ愛の詩                    |                                                           |                                         |
| たけしくん、ハイ!（再編集版） (2000.7.1 - 2000.8.5) | 続・たけしくん、ハイ!（再編集版） (2000.8.26 - 2000.9.30) | 浪花少年探偵団 (2000.10.7 - 2000.12.23) |

## 関連商品

### VHS
- NHKドラマベストコレクション たけしくん ハイ! 1・2巻[19]
- たけしくん、ハイ! 上巻[20]
- たけしくん、ハイ! 下巻[21]
- 続・たけしくん、ハイ! 上巻[22]
- 続・たけしくん、ハイ! 下巻[23]

### DVD
- 銀河テレビ小説 たけしくんハイ! DVD-BOX完全版〈3枚組〉[24]
- 銀河テレビ小説 続 たけしくんハイ! DVD-BOX完全版〈3枚組〉[25]

### その他
NHKアーカイブスのNHK放送史で第1話のダイジェスト映像を見ることができるほか、NHK番組公開ライブラリーが視聴できる全国の施設にて再編集版を視聴することができる。また、横浜の放送ライブラリーでも一部の映像が視聴できる。